# Assassin’s Creed Origins
Assassin’s Creed Origins (в русской локализации Assassin’s Creed Истоки) — компьютерная игра в жанре action/RPG, разработанная студией Ubisoft Montreal и издана компанией Ubisoft. Является десятой игрой из одноимённой серии игр. Выпуск игры состоялся 27 октября 2017 года на платформах Windows, PlayStation 4 и Xbox One.
Действие игры разворачивается в Эллинистическом Египте во время правления Клеопатры. Главным героем выступает Байек — меджай, который защищает свой народ от угроз. Открытый мир позволяет игрокам свободно перемещаться по Египту. Игра воспроизводится от третьего лица, и её мир можно исследовать пешком, на лошади, на верблюде или на лодке.
По словам исполнительного директора Ubisoft Ива Гиймо, за десять дней на рынке было продано в два раза больше копий Assassin’s Creed: Origins, чем два года назад сумела добиться Assassin’s Creed: Syndicate за тот же период.

## Игровой процесс
- Помимо орлиного зрения у главного героя теперь имеется ручной орёл Сену, с помощью которого можно разведывать местность, помечать врагов и интересные места;
- Выбор сложности прохождения игры (низкий, обычный, высокий, кошмар);
- Появилась возможность произвольно менять время суток;
- Переработана боевая система. Байек атакует противников в радиусе действия анимации атаки, а не по отношению к какому-то конкретному противнику;
- Добавлен режим исследования, который позволяет отключить противников и даёт возможность свободно исследовать мир Египта с виртуальным гидом[3].
- Также разработчики представили режим «Новая игра+», который позволяет игрокам, завершившим сюжетную кампанию, начать прохождение заново, сохранив свой прогресс (оружие и таланты).
- Эксклюзивно для владельцев ПК была добавлена «Панель управления Анимусом», которая позволяет настраивать окружающий мир.

## Сюжет
События игры развиваются одновременно в настоящем и прошлом.
В 2017 году Орден Тамплиеров, благодаря добытой два года назад Плащанице Эдема, готов воссоздать Предтечу, чтобы заполучить контроль над планетой. Вайолет да Коста оказалась членом Орудий Первой Воли и все это время помогала Юноне возродиться. Ассасины, по словам Епископа, планируют принять меры по возвращению Частицы Эдема.
Игрок управляет египетской исследовательницей Лейлой Хассан (англ. Layla Hassan), которая исследует память последнего меджая — Байека из Сивы и его жены Айи из Александрии. Вместе они помогают Клеопатре в гражданской войне против её брата Птолемея XIII и закладывают основы Братства Ассасинов.

## Разработка
Информация об игре впервые просочилась в январе 2017 года, включая в себя несколько скриншотов персонажа на лодке и перед пещерой. Игра была официально показана 11 июня 2017 года на E3 2017.

## Отзывы и рецензии
| Сводный рейтинг       | Сводный рейтинг                           |
| Агрегатор             | Оценка                                    |
| --------------------- | ----------------------------------------- |
| GameRankings          | (XONE) 85,42 % (PS4) 82,81 % (PC) 81,43 % |
| Metacritic            | (XONE) 85/100 (PS4) 82/100 (PC) 84/100    |
| Иноязычные издания    |                                           |
| Издание               | Оценка                                    |
| Destructoid           | 8/10                                      |
| EGM                   | 9/10                                      |
| Game Informer         | 8,5/10                                    |
| GameRevolution        | [ 14 ]                                    |
| GameSpot              | 7/10                                      |
| GamesRadar+           | [ 16 ]                                    |
| IGN                   | 9/10                                      |
| PC Gamer (US)         | 84/100                                    |
| Polygon               | 8,5/10                                    |
| VideoGamer            | 8,0/10                                    |
| Русскоязычные издания |                                           |
| Издание               | Оценка                                    |
| 3DNews                | 9/10                                      |
| PlayGround.ru         | 7,8/10                                    |
| Riot Pixels           | 77 %                                      |
| StopGame.ru           | Изумительно                               |
| «Игромания»           | 8/10                                      |
| «Игры Mail.ru»        | 8/10                                      |
| «Канобу»              | 8/10                                      |
| Gmbox.ru              | 9/10                                      |

Игра Assassin’s Creed Origins получила в целом положительные отзывы в игровой прессе с отдельными критическими замечаниями. По мнению рецензентов, новая часть франшизы удачно сочетает в себе классические элементы серии с обновлёнными механиками, приближающими её к успешным проектам в жанре RPG. Больше всего похвалы заслужил проработанный сеттинг, который журналисты назвали «потрясающей культурологической энциклопедией».
Критикам понравилась тщательная визуализация эпохи, реалистичная оживлённость мира, задания, раскрывающие тонкости быта и культуры Древнего Египта.
Игрокам и обозревателям пришлись по душе побочные квесты с интересными сюжетами, удобный процесс езды на животных и плавания, новая ролевая система с древом различных навыков, пробуждающая интерес игрока к развитию персонажа.
Летом 2018 года, благодаря уязвимости в защите Steam Web API, стало известно, что точное количество пользователей сервиса Steam, которые играли в игру хотя бы один раз, составляет 1 030 581 человек.

## Дополнительный загружаемый контент
- «Season Pass» — традиционный для игр от Ubisoft абонемент, который предоставляет доступ к разнообразному дополнительному контенту и уникальным бонусам:
  - «Deluxe Pack» — включает Задание «Морское сражение». — Набор «Пустынная кобра» (костюм, 2 легендарных оружия, легендарный щит и ездовое животное). — 3 очка способностей.
  - «Roman Centurion Pack» — Почувствуйте себя одним из отважных легионеров Юлия Цезаря, воспользовавшись набором «Центурион». Вы сможете облачиться в шкуру льва и проехать верхом на новой лошади, а среди вашего снаряжения появится 2 эксклюзивных вида оружия и щит.
  - «Horus Pack» — Этот набор позволит вашему герою снискать покровительство Гора — египетского бога неба. Вы сможете проехать верхом на уникальном верблюде, названном в честь демона-змея Апопа, а у вас появится 2 новых лука и щит — снаряжение, достойное самих богов.
  - «Незримые» (The Hidden Ones) — 23 января 2018 года вышло первое крупное дополнение. Действие этой кампании из 8 миссий разворачивается через четыре года после событий основной игры. Байек отправляется на Синайский полуостров, где он будет втянут в конфликт между оккупационными римскими войсками и повстанческой группировкой.
  - «Проклятие Фараонов» (The Curse of the Pharaohs) — 13 марта 2018 года вышло второе крупное дополнение. По сюжету Байек отправляется в Долину Фараонов, где ему приходится столкнуться с «ожившим кошмаром» и сразиться с мумиями и древними чудовищами.
- «Интерактивный тур: Древний Египет» — бесплатное дополнение для владельцев игры, которое можно приобрести отдельно как самостоятельный продукт, превращает игру в виртуальный музей. Режим является заменой базы данных из предыдущих частей и позволяет узнать достоверную информацию о географии, значимых объектах, достопримечательностях, особенностях быта жителей Древнего Египта и о жизни известных исторических личностей. «Наша задача — донести до игроков как можно больше информации, а также рассказать кое-что об особенностях создания игры, — говорит историк проекта Assassin’s Creed Максим Дюран, описывая дополнение. — Как нам кажется, это позволит подарить максимум впечатлений от приключения»[33].